# 수베레토
수베레토(이탈리아어: Suvereto)는 이탈리아 토스카나주 리보르노도에 있는 코무네다. 피렌체에서 남서쪽 90km, 리보르노에서 남동쪽 60km 거리에 있다.